# Knebworth House
La Knebworth House (en català, casa de Knebworthl) és una casa nacional que es troba a Knebworth a Hertfordshire, Anglaterra. Actualment, la casa és considerada com un lloc públic on la gent pot divertir-se i fer ús de les seves instal·lacions, i a més, es pot llogar per a filmar pel·lícules o per a fer-hi concerts a l'aire lliure, sent la seu del Festival de Knebworth. Actualment està habitada per la família Lytton.

## Història i descripció
La casa és la llar de la família Lytton des de 1490, quan Thomas Bourchier va vendre la mansió a sir Robert Lytton; la Knebworth House va ser originalment una verdadera casa senyorial per a rics, construïda al voltant d'un pati central com una plaça oberta. El 1813 la casa va quedar reduïda a la seva ala oest, i, per tant, va ser remodelada, en un estil gòtic, sembla al dels Tudor. Aquesta remodelació va ser realitzada per John Biagio Rebecca i la senyora Bulwer-Lytton, i després es va transformar en la casa d'Edward Henry Kendall, Jr, qui en va retirar el seu estil gòtic El seu resident més famós va ser Edward Bulwer-Lytton, l'autor victorià, dramaturg i estadista, que va embellir els jardins d'una manera molt formal. Gran part de l'interior de la casa va ser redissenyat per Sir Edwin Lutyens, que va simplificar el parterre principal.

## Actualitat
Els residents actuals són Henry Lytton-Cobbold i la seva família. La casa està oberta al públic juntament amb els seus jardins i terrenys. Les instal·lacions inclouen una zona de jocs, un mini-parc amb de dinosaures i una sala de festes.

## Pel·lícules filmades a Knebworth
- The Big Sleep (1978) - La mansió de l'estat
- The Great Muppet Caper (1980) - Exterior de la galeria de Mallory
- Sir Henry at Rawlinson End (1980) - interior i exterior
- The Shooting Party (1985) - algunes escenes
- Porterhouse_Blue (1987) - exterior de la casa de Sir Cathcart D'Eath
- The Lair of the White Worm (1988) - exterior de la casa de la mansió d'Ampton
- Batman (1989) - La Mansió Wayne.
- El fantasma de Canterville - Mansió de Canterville
- Sacred Flesh (1999) - algunes escenes
- Agente Cody Banks 2 - diverses escenes
- Harry Potter i el calze de foc - Una escena
- Jonathan Creek - Especial de nadal.
- Haunted Honeymoon (1986) - exterior de la casa
- The King's Speech (2010) - algunes escenes de la festa
- The Scapegoat (2012) - algunes escenes